# Cromm Cruach
Crom Cruach o Cromm Crúaich, también conocido como Cenn Cruach o Cenncroithi, fue una deidad de la Irlanda precristiana, a la que se hacían sacrificios humanos propiciatorios y cuyo culto fue suprimido, al parecer, por San Patricio.

## Literatura
Según un poema del siglo XII del Libro de Leinster, la efigie de Crom Cruach, consistía de una figura de oro rodeada de 12 figurillas de piedra en el Magh Slécht ("plano de postración") en el Condado de Cavan donde su adoradores se hacían sacrificios de los primogénitos a cambio de abundante leche y buenas cosechas de grano. El rito databa de la época de Éremón. Se dice que el Gran rey de Irlanda, Tigernmas, junto con tres cuartas partes de su ejército, murieron en el rito de Crom en vísperas del Samhain. Finalmente se cuenta que la efigie del dios fue destruido por San Patricio a martillazos, sin embargo, este incidente relatado en las leyendas medievales no figura en los escritos del mismo San Patricio, ni en sus biografías del S. VII por Muirchu moccu Machtheni ni Tírechán. En el S. IX en “La Vida Tripartita de San Patricio" la deidad es llamada Cenn Cruach, y el culto consiste de una imagen cubierta con oro y plata y rodeada de 12 figurillas de bronce. Cuando Patricio usa su báculo pastoral para tocar la figura esta cae de frente y las figuras que lo rodeaban se hunden en la tierra y el demonio que poseía el ídolo es mandado al infierno por el santo. Jocelin, obispo de Glasgow en el siglo XII, relata la misma historia en Vida y hechos de San Patricio llamando a la deidad Cenncroithi, interpretado como "la cabeza de todos los dioses", y cuando su imagen es derribada el oro y plata que la cubren se pulverizan.
En el antiguo cuento irlandés del Libro de Lismore, "La Siega de Druim Damhgaire o Knocklong" (Forbhais Droma Dámhgháire), Crom está relacionado con Moloch.

## Arqueología
Una piedra decorada ha sido relacionada al culto de la imagen de Crom Cruach y fue hallada en Killycluggin, Condado de Cavan, en 1921 (Site number 93, Killycluggin townland, “Archaeological Inventory of County Cavan”, Patrick O’Donovan, 1995, p. 19). O'Kelly, no obstante,se refiere a la imagen como Crom Dubh.  Con forma de domo y cubierta con diseños de la  Cultura de La Tène de la edad de hierro, fue hallada rota en varias piezas y estas parcialmente sepultadas cerca de un círculo de piedras que datan de la edad de bronce. El lugar se encuentra cerca de la Tobar Padraig (Rueda de San Patricio), y la Iglesia de Kilnavert, supuestamente fundada por el santo. 
Pese al excesivo deterioro la piedra, denominada "Piedra de Killycluggin", pudo ser reconstruida juntando los pedazos y actualmente se encuentra en el Museo del Condado de Cavan y una réplica se encuentra a 300 metros de donde se encontró la original.

## Nombre, naturaleza y funciones
El nombre de Crom Cruach puede ser interpretado de varias maneras. Crom (o cromm) significa "doblado, roto". Cenn significa "cabeza". Cruach puede significar "sangriento". Así que uno de los significados podría ser "cabeza sangrienta". También ha sido interpretado en el protocelta *Croucacrumbas "roto del túmulo".[cita requerida]
Los sacrificios hacen pensar que Crom fue un dios de la fertilidad al pedirle buenas cosechas y buen ganado. Por otro lado el ser de oro y rodeado por 12 figuras de bronce los vinculan a su carácter solar y zodiacal.
Crom también está relacionado con la figura mitológica y folklórica Crom Dubh. El festival de Crom Cruach es llamado Domhnach Crom Dubh, Domingo de Crom Dubh.

## Cultura popular
En la serie Robin of Sherwood un capítulo se intitula "Cromm Cruac" (3x07), en el cual el protagonista se topa con una extraña aldea donde no encuentra niños y por conducto de un monje se entera de que esta aldea existió en el pasado y se denominaba "Crom Cruac" y que rinde culto a la deidad homónima mediante sacrificio de infantes para obtener buena cosecha y ganado fértil, siendo que al final los mismos aldeanos prenden fuego a su viviendas con ellos dentro para con su muerte rendirle culto supremo al dios.